# Kímolos
Kímolos o Cimolos (en griego: Κίμωλος) es una isla griega en el mar Egeo, que pertenece al grupo de islas de las Cícladas, situado en el extremo suroeste de ellas, cerca de la isla más grande de Milos. Se considera como una isla de clase media, rural, no incluida en los puntos turísticos, por lo tanto, la conexión de ferry es a veces de mala calidad. Kímolos es el centro administrativo del municipio de Kímolos, que incluye además las islas deshabitadas de Políegos, Agios Efstathios y Agios Georgios. La superficie de la isla es de 36 km²  pero la del municipio alcanza 53,251 km², y reportó una población de 769 habitantes en el censo de 2001.

## La isla
El puerto de la isla es conocido como Psathí, donde se erige una antigua iglesia del siglo XVII. La capital de la isla es Kímolos o Chora, con 700 habitantes. Está situada a un kilómetro del puerto, en lo alto de una colina. En el pueblo de Prassa, hay aguas radioactivas. La Necrópolis de Hellenika es uno de sus grandes atractivos turísticos. Al sureste se halla el islote de Políegos.

## Historia
Estrabón menciona Cimolos destacando que en ella se obtenía la cimolita, un silicato de aluminio que se solía usar como jabón.
La ciudad de Cimolos fue miembro de la Liga de Delos puesto que aparece en los registros de tributos a Atenas del año 416/5 a. C.
En el 338 a. C. hay documentada una disputa entre Cimolos y Melos por la posesión de las tres pequeñas islas de Políegos, Eteria y Libia que fue sometida al arbitraje de Argos, cuya decisión fue favorable a Cimolos.